# فلسطين في فكر الإمام خامنئي
فلسطين في فكر الإمام خامنئي هو عنوان كتاب من تأليف سعيد صلح ميرزايي باللغة الفارسية. طبع الكتاب في دار النشر الثورة الإسلامية عام 2012. جمع المؤلف آراء المرشد الأعلى للثورة الإسلامية علي خامنئي حول قضية فلسطين. ذكر المؤلف مقدمة لعلي أكبر ولايتي، مستشار الشؤون الدولية لخامنئي، حيث تعالج قضية فلسطين واهميتها ودورها في الأمة الإسلامية.

## محتوى الكتاب
يحتوي الكتاب على خطاب علي خامنئي في صلاة الجمعة عام 1980 حيث كان يوم القدس العالمي الثاني وقسم المؤلف الكتاب، إلى ثمانية اقسام، بما في ذلك: الهزائم والانتصارات،المسئولية، الجنايات، الحلول، الأبطال، تنوير الأذهان، المستقبل المشرق وراجع تصريحات قائد الثورة الإسلامية علي خامنئي حول قضية فلسطين.

## مقتطفات من الكتاب
أشار علي خامنئي في قسم من تصريحاته:«الدولة التي لا أصل لها ولا نسب، والدولة المزورة وهي التي جمعت الشخصيات الشريرة وصنعت ملغمة كإسرائيل فهل هذه هي دولة ؟؟فاجتمعوا هناك كل من الأشرار اليهود . عاشوا اليهود في مختلف البلدان وفي بلادنا يعيشون ايضاً وهو بلادهم الذي يعيشون فيه والذين ذهبوا إلى الأراضي المحتلة، هم الأشرار واللصوص والقتلة، حيث اجتمعوا من جميع أنحاء العالم، فهل هذه هي دولة؟؟ فلا يوجد طريق غير الإرهاب للأمة التي تكونت هكذا ووضعت عنوان إسرائيل على نفسهاو لا يوجد لديهم كلام واضح ومع لؤمهم ووشرورهم، يرودون أن يتهموا دولة كإيران في اذهان العالم، فهم أكثر في موضع الإتهام والإجرام وبات مسودا وجوههم.»

عرض الكتاب من قبل نتانياهو

## ردود الفعل حول الكتاب
عرض بنيامين نتانياهو رئيس وزراء إسرائيل الكتاب، خلال خطابه في الأمم المتحدة عام 2015 و قال :«فإنه يحتوي على خريطة الطريق لتدمير إسرائيل من قبل السلطات الإيرانية».

## ترجماته
- تم ترجمة الكتاب إلى اللغة الإنجليزية.[7]

## وصلات خارجية
- كتاب فلسطين في فكر الإمام خامنئي باللغة الفارسية
- ترجمة الكتاب باللغة الإنجليزية